# Mount Sterling, Kentucky
Mount Sterling är en stad i den amerikanska delstaten Kentucky med en yta av 8,9 km² och en folkmängd, som uppgår till 5 876 invånare (2000). Mount Sterling är administrativ huvudort i Montgomery County. Skådespelaren Jeremy Sumpter växte upp i Mount Sterling.

## Kända personer från Mount Sterling
- Ernie Fletcher, politiker, guvernör i Kentucky 2003–2007
- Jeremy Sumpter, skådespelare